# Kleine roodbaars
De kleine roodbaars (Sebastes viviparus) is een straalvinnige vis uit het geslacht Sebastes (orde schorpioenvisachtigen), die voorkomt in het noordwesten en het noordoosten van de Atlantische Oceaan tot Groenland en het noordelijk deel van de Britse Eilanden. De soort is zeldaam in Het Kanaal.
Er is één vondst uit 1971 van de kleine roodbaars in de Nederlandse kustwateren.

## Beschrijving
De volwassen roodbaars is gemiddeld 25 centimeter, maar kan een lengte bereiken van 35 centimeter. De rugvin heeft 15 stekels en 12-14 vinstralen en de aarsvin heeft drie stekels en 6-8 vinstralen. 

## Leefwijze
De roodbaars is een zoutwatervis die voorkomt in de noordelijke zeeën. De vis trekt vooral in de zomer naar rotsige kustwateren en blijft op een diepte van 50 tot 300 meter. Het dieet van de vis bestaat hoofdzakelijk uit macrofauna en visjes. Een kleine roodbaars kan maximaal 40 jaar oud worden.